# Einheits-Schnellzugwagen Bauart 28
Einheits-Schnellzugwagen Bauart 28 sind eine Serie von Schnellzugwagen, die von der Deutschen Reichsbahn-Gesellschaft ab 1928 in mehreren Serien nach einheitlichen Zeichnungen (Austauschbauart) beschafft wurden.

## Schnellzugwagen der Deutschen Reichsbahn
Ab 1921 entwickelte die nach dem Ersten Weltkrieg aus den Länderbahnen entstandene Deutsche Reichsbahn die ersten Einheits-Schnellzugwagen der Bauart 1922, zunächst noch mit stählernem Untergestell und Wagenkästen in Holz-Stahl-Gemischtbauweise. Diese wurden wegen der charakteristischen Wagenenden als „Hechte“ bezeichnet. Die Konstruktion wurde 1926 grundlegend überarbeitet, jetzt als Ganzstahl-Konstruktion.

## Bauart 1928
Bereits 1928 ließ die Deutsche Reichsbahn-Gesellschaft die Konstruktion der Schnellzug-Wagen überarbeiten. Hauptgrund war, dass sich die schrägen Wagenenden nicht bewährten, da sie durch den vorherrschenden Dampfbetrieb, aber auch Wetterunbilden, zu leicht verschmutzten. Daher erhielten die Wagen wieder Vorbauten mit parallel eingezogenen Wänden, die Kante des Tonnendachs wurde wie bei den Wagen der Bauart 26 gerade zum Wagenende gezogen. Von der Vorläuferbauart wurde auch die Länge über Puffer von 21,72 Metern übernommen, was gegenüber den Anfang der zwanziger Jahre beschafften Fahrzeugen die Vergrößerung der Abteile ermöglichte, teilweise wurde aber auch die Abteilanzahl leicht erhöht.
Als Drehgestelle kamen solche der Bauart „Görlitz II schwer“ zum Einsatz, der Drehzapfenabstand wurde vergrößert und damit die Wagenüberhänge reduziert.
Die für den Fährverkehr nach Schweden und Dänemark vorgesehenen Wagen erhielten Drehgestelle amerikanischer Bauart, Trossenösen an den Langträgern und Scheuerleisten mit Ösen auf dem Dach.
Die relativ kleine Anzahl klassenreiner Wagen erster bzw. zweiter Klasse waren hauptsächlich für die „Hapag-Lloyd“- oder „Amerika“-Züge Berlin Lehrter Bahnhof – Stendal – Uelzen – Bremen – Wesermünde (heute Bremerhaven) und Uelzen – Cuxhaven vorgesehen.
Die Schnellzugwagen der Bauart 28 wurden von der Deutschen Bundesbahn in die Verwendungsgruppe 29 eingeordnet. Mindestens sechs dieser Wagen sind erhalten geblieben, darunter vier A4ü-30. Zwei dieser Wagen befinden sich im Besitz der Fränkischen Museums-Eisenbahn und dort wird ein Wagen betriebsfähig eingesetzt, der zweite wurde für eine betriebsfähige Instandsetzung vorgesehen.

### Personenwagen
| Gattung DRG | Gattung DB | Sitzplätze      | Anzahl | Baujahr(e) | Bemerkungen |
| AB4ü-28     | Aüe302     | 12 (8) + 36     | 236    | 1928–1930  | 2 Abteile 1. Klasse mit 6 (später 4) Sitzen und 6 Abteile 2. Klasse mit 6 Sitzen; Nummernreihe 11 333 – 568                                              |
| C4ü-28      | Büe354     | 80              | 320    | 1928–1931  | 10 Abteile mit je 8 Sitzplätzen, Nummernreihe 16 192 – 361, 16 369 – 518                                                                                 |
| ABC4ü-29    | ABüe321    | 6 (4) + 18 + 40 | 128    | 1929–1933  | 1 Abteil 1. Klasse, 3 Abteile 2. Kasse, 5 Abteile 3. Klasse Nummernreihe 14 001 – 14 132, 14 145 – 148                                                   |
| ABC4ü-29a   | AB4üe322   | 6 (4) + 18 + 40 | 8      | 1929–1930  | Fährbootwagen, Drehgestelle amerikanische Bauart, 1 Abteil 1. Klasse, 3 Abteile 2. Kasse, 5 Abteile 3. Klasse Nummernreihe 14 016 – 14 020, 14 048 – 050 |
| ABC4ü-33    | AB4üe321   | 4 + 18 + 40     | 50     | 1933–1934  | Nachbau ABC4ü-29 für Auslandseinsatz mit Ksbr und Hnbr, elektrische Heizung, Nummernreihe 14 141 – 14 144, 14 153 – 15 189, 14 193 – 14 204              |
| A4ü-30      | Aüe307     | 42 (28)         | 8      | 1930       | Nummernreihe 11 027 – 034, für Hapag-Lloyd-Züge |
| B4ü-30      | Büe357     | 48              | 10     | 1930 / 31  | Nummernreihe 15 021 – 030, für Hapag-Lloyd-Züge |

### Schlaf- und Speisewagen
Die MITROPA ließ nach den gleichen Grundsätzen Schlaf- und erstmals auch Speisewagen bauen.
| Gattung DRG | Sitzplätze | Anzahl | Baujahr(e) | Bemerkungen                                                                     |
| WL4ü-27     | 22         | 70     | 1928–1929  | 22 611 – 22649; 22 701 – 743; 22 811 – 849; 22 901 – 915 (nur ungerade Nummern) |
| WR4ü-28     | 42         | 40     | 1928–1929  | Mitropa 1001–1040, Wagen 1015 Drehgestelle Bauart Deutz                         |

### Gepäckwagen
Die Gepäckwagen der Bauarten Pw4ü-28 und Pw4ü-29 unterschieden sich grundsätzlich nur durch die verbesserte Beleuchtung der neueren Wagen. Bei der Bauart Pw4ü-30 änderte sich die Wagenbreite, die Anbringung der Lüfter und das Dach wurde flacher und dadurch der Ausblick für den Zugführer verbessert.
| Gattung DRG | Gattung DB                                   | Lade-gewicht            | Anzahl | Baujahr(e) | Bemerkungen |
| Pw4ü-28     | Düe922, Düse923, Düe924                      | 9,5 t                   | 41     | 1928–1929  | Nummernreihe 105 111 – 136, 105 146 – 160 105 146 und 105 150 ab 1937 Einbau einer Küche; 105 136 wurde 1636 zum Messwagen umgebaut                    |
| Pw4ü-28a    | Düe926                                       | 9,5 t                   | 9      | 1929       | Nummernreihe 105 137 – 145; Fährbootwagen, Drehgestelle amerikanischer Bauart                                                                          |
| Pw4ü-29     | Düe927, Düse929, Düe930                      | 9,5 t                   | 120    | 1929       | Nummernreihe 105 161 – 280 105 278 und 105 279 Fährbootwagen, 105 195 und 105 270 – 277 ab 1932 Einbau einer Küche; 105 277 Umbau zum Steuerwagen 1939 |
| Pw4ü-30     | Dü(e)932, Dü(e)933, Düse934, Düe935, Düse936 | 9,5 t                   | 250    | 1930 / 31  | Nummernreihe 105 281 – 530 1934 Umbau von 105 521 zum Messwagen                                                                                        |
| PwPost4ü-28 | Düe926                                       | Gepäck 5,7 t Post 3,8 t | 20     | 1928–1929  | Nummernreihe 100 101 -120; 1931–1932 Vergrößerung des Postabteils um 1,2 m in den Wagen 100 112 und 100 113                                            |